# 쓰쿠바 산신사
쓰쿠바 산신사(筑波山神社, つくばさんじんじゃ)는 이바라키현의 쓰쿠바시에 있는 신사이다.